# Святогорье (Вологодская область)
Святогорье — село в Междуреченском районе Вологодской области.
Входит в состав Старосельского сельского поселения, с точки зрения административно-территориального деления — в Старосельский сельсовет.
Расстояние по автодороге до районного центра Шуйского — 25,8 км, до центра муниципального образования Старого — 8 км. Ближайшие населённые пункты — Починок, Карпово, Подгорново.
По переписи 2002 года население — 99 человек (47 мужчин, 52 женщины). Преобладающая национальность — русские (93 %).